# Parafia Świętego Józefa Rzemieślnika w Jaworznie-Jeziorkach
Parafia Świętego Józefa Rzemieślnika w Jaworznie-Jeziorkach – rzymskokatolicka parafia, położona w dekanacie jaworznickim św. Wojciecha BM, diecezji sosnowieckiej, metropolii częstochowskiej w Polsce, erygowana w 1980 roku.